# أدجاسو لينغويتر
أدجاسو لينغويتُر (بالإنجليزية: Adjassou-Linguetor)‏ في الأساطير الهاييتية، هي معبودة من اللوا أو الواه [الإنجليزية] تتحكم بمياه الينابيع. عيناها جاحظتان أو مُتورمتان، ومزاجها عكر، فالهاييتيون يخشون سطوة مزاجها.

## كائنات اللوا
أدجاينكو (بالإنجليزية: Adjinakou)‏ هو أيضًا أحد اللوا، أي الأرواح في ديانة الفودو، وهو على شكل فيل.
آديا هونتو (بالإنجليزية: Adya Houn'tò)‏ هو اللوا الذي يعتلي الطبول بعملية تعرف باسم آديا.